# Храм Марса Месника

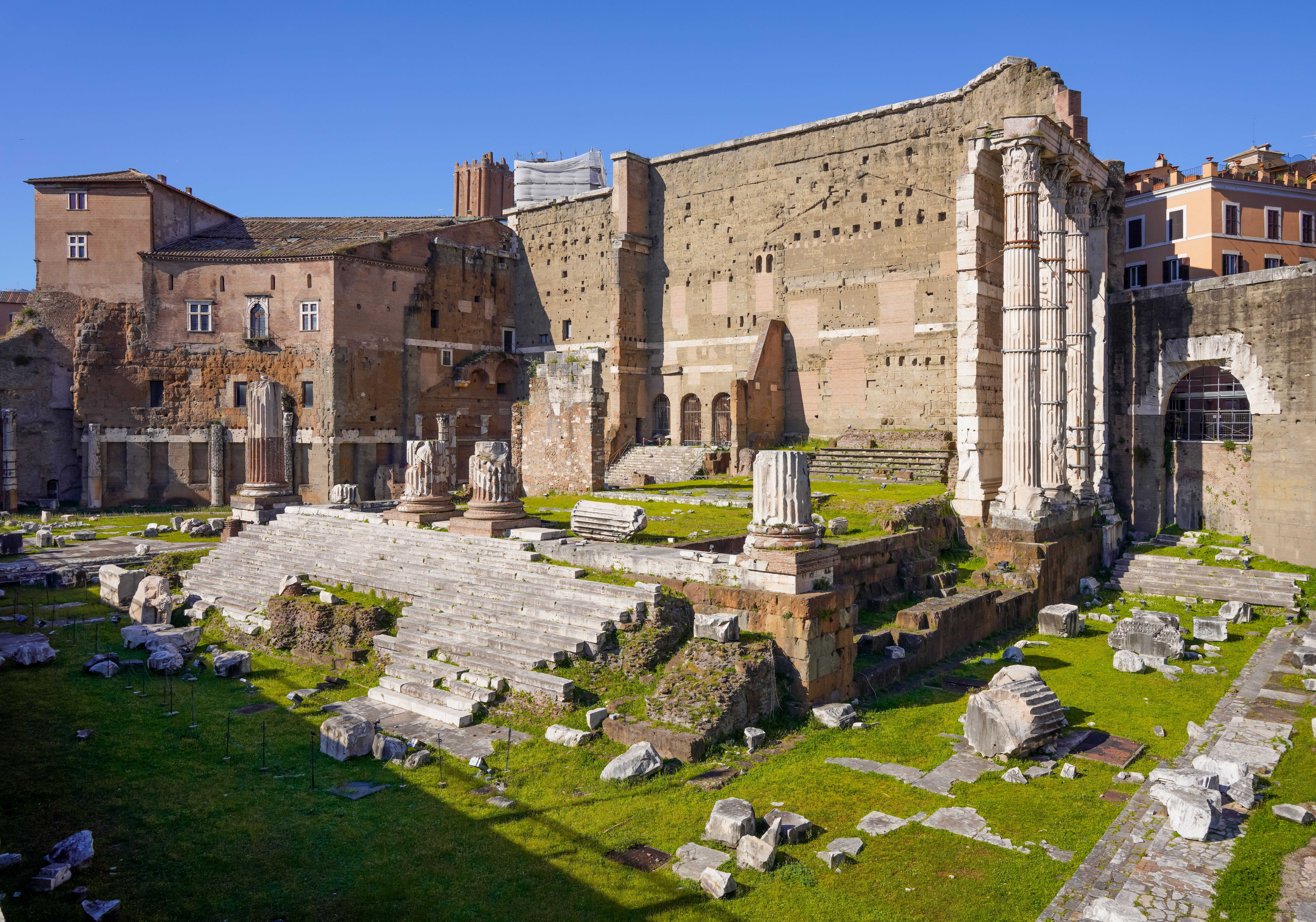
Руїни Храму Марса-Месника на форумі Августа

41°53′39.42″ пн. ш. 12°29′12.64″ сх. д. / 41.8942833° пн. ш. 12.4868444° сх. д.
Храм Марса-Месника (лат. Templum Martis Ultoris) — у часи Римської імперії храм на форумі Августа в Римі.
Форум і храм були освячені у 2 році до н. е. Храм знаходився в центрі форуму на подіумі і спочатку задумувався як нагадування про битву при Філіпах, по закінченні робіт служив символом примирення імператора з сенатом.
Храм був багато прикрашений білим каррарським мармуром і 8 колонами коринфського ордера. У  абсиді зберігалися культові статуї  Марса, Венери і Роми, Фортуни і Ромула. У екседрах знаходилися статуї і бюсти полководців, царів, міфологічних фігур і поетів. Можливо, перед храмом розташовувалася квадрига, що символізувала тріумф Октавіана Августа.